# FC Dunărea Călărași

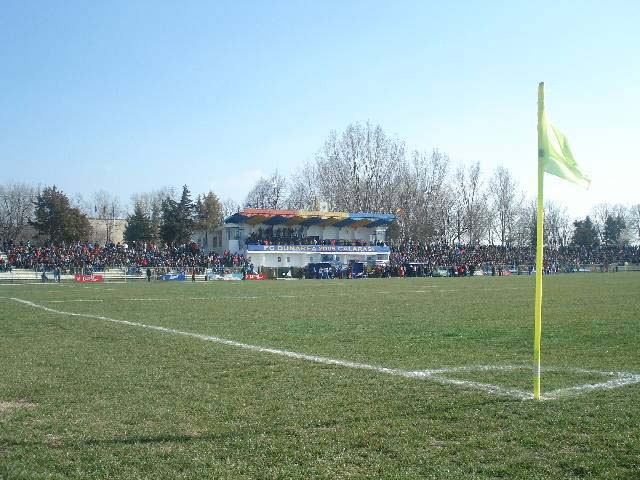
Stadionul Ion Comșa

El FC Dunarea Calarasi es un equipo de fútbol de Rumania que juega en la Liga II, la segunda división de fútbol en el país.

## Historia
Fue fundado en el año 1962 en la ciudad de Calarasi con el nombre Celuloza Calarasi como el primer equipo de fútbol profesional de Calarasi, donde en 1968 se convierte en el primer equipo de Calarasi en llegar a la Divizia C, la tercera división nacional en aquellos años, donde estuvo hasta 1973 cuando consiguió el ascenso a la Divizia B. El club estuvo en la segunda división hasta su descenso en la temporada 1977/78.
En agosto de 1979 cambia su nombre por el de Dunarea, que era considerado más representativo para la ciudad que su primer nombre, donde dos años después regresa a la Divizia B, donde estuvo hasta la temporada 1983/84 cuando terminó en último lugar de la temporada y descendió.
Un año más tarde regresa a la segunda división, pero su permanencia en la segunda categoría fue de apenas una temporada luego de descender. Para la temporada 1986/87 cambia su nombre por el de Otelul, el cual solo usaron una temporada para regresar a su denominación anterior, regresando en 1988 a la segunda división para volver a descender tras solo una temporada.
Fue hasta 1992 que regresaron a la segunda categoría, temporada en la que alcanzaron los cuartos de final de la Copa de Rumania, donde fue eliminado por el FC Politehnica Timisoara, finalista de la edición anterior, habiendo dejado en el camino a equipos de la primera división como el Gloria Bistrita y el ASA Targu Mures.
En 1992 cambia su nombre por el de Sportul, para dos años después regresar a llamarse Dunarea y regresar a la segunda división, donde en esta ocasión permanecieron por tres temporadas hasta su descenso en 1998.
Permanecieron por 17 años en la Liga III, aunque en la cancha ganaron el ascenso a la Liga II, pero rechazaron el ascenso por problemas financieros hasta que regresaron a la segunda categoría en 2015, y en la temporada 2017/18 ganan el título de la segunda división y ascienden a la Liga I por primera vez en su historia.

## Nombres
| Nombre            | Periodo       |
| ----------------- | ------------- |
| Celuloza Călărași | 1962–1979     |
| Dunărea Călărași  | 1979–1986     |
| Oțelul Călărași   | 1986–1987     |
| Dunărea Călărași  | 1987–1992     |
| Sportul Călărași  | 1992–1994     |
| Dunărea Călărași  | 1994–presente |

## Palmarés
- Liga II (1): 2017–18
- Liga III (6): 1972–73, 1980–81, 1984–85, 1987–88, 1991–92,2014–15